# Malax
Malax (Finlandia sueca: [ˈMɑːlɑks] ; en finés: Maalahti) es un municipio de Finlandia.
Se encuentra en la provincia de Finlandia Occidental y forma parte de la región de Ostrobotnia. El municipio tiene una población de 5.464 habitantes (a 31 de marzo de 2021) y una superficie de 1.954,94 kilómetros cuadrados, de los que 1.433,95 son de agua. La densidad de población es de 10,49 habitantes por kilómetro cuadrado.
El municipio es bilingüe, con una mayoría ( 88%) de suecos y una minoría (9%) de finlandeses.

## Política
Resultados de las elecciones parlamentarias finlandesas de 2011 en Malax:
- Partido Popular Sueco 82,7%
- Partido socialdemócrata 7,8%
- Demócrata Cristianos 2,9%
- Verdaderos finlandeses 2.5%
- Partido del centro 1,5%
- Partido de la Coalición Nacional 0,9%
- Alianza de Izquierda 0.8%
- Liga Verde 0.3%